# La Visitation (Coypel)
Pour les articles homonymes, voir La Visitation.
La Visitation est un tableau anonyme (traditionnellement attribué à Noël Nicolas Coypel) représentant la scène biblique de la Visitation de la Vierge Marie à sa cousine Élisabeth. Le tableau mesure 213 par 152 centimètres.[pas clair]

## Histoire
Acquis au début des années 1710 par la Fabrique de la paroisse de Champlain, le tableau La Visitation est exposé en permanence dans l'église Notre-Dame-de-la-Visitation de Champlain, au Québec (Canada). Les archives de la paroisse restent muettes sur la réalisation et l'acquisition de ce tableau. Peut-être a-t-il été commandé par l'abbé Pierre Hazeur De l'Orme, curé de Champlain, lors de son voyage en France en 1711-1712. La paroisse de Champlain a été fondée en 1664 sous le vocable de Notre-Dame-de-la-Présentation. Entre 1714 et 1716, le vocable est changé pour Notre-Dame-de-la-Visitation. Déjà en 1896, la tradition rapportait que l'acquisition de cette peinture était probablement à l'origine de ce changement de dédicace. À cette époque, les Sœurs de la Congrégation de Notre-Dame étaient chargées de l'éducation dans la paroisse. Or, la dévotion principale de ces religieuses est la Visitation.

## Restauration
Ce tableau a été restauré à quelques reprises. Les archives paroissiales de 1838 font état de « réparations aux cadres et tableaux de l'église et les huiler ». Celles de 1879 rapportent aussi des réparations aux tableaux de l'église par E. A. Noël, artiste français qui circula dans la province de Québec à cette période décrochant des contrats de restauration dans plusieurs paroisses. C'est sans doute ce Monsieur Noël qui peignit au-dessus de Zacharie et Joseph les deux arbres et le rocher qui s'y trouvent. Notons qu'il est amusant d'y voir une épinette, arbre québécois, sans doute un clin d'œil laissé par ce restaurateur du XIXe siècle. Le 11 mai 1994, le tableau a été confié aux soins experts de Patrick Legris, restaurateur montréalais qui note ceci : « Le restaurateur d'auparavant avait repeint plusieurs sections du tableau. Cette vieille retouche a été enlevée le mieux possible. Dans certains cas tel que le fond du tableau, les anciennes retouches ont été laissées afin de ne pas exposser des écorchures. » Une proportion de 30 % du tableau est encore couverte des repeints des restaurateurs précédents. Cette restauration de 1994 a permis de retrouver la signature de Coypel.

## Itinéraire
L'église actuelle, où est exposé le tableau, fut construite en 1879, elle est la quatrième église de la paroisse. Le tableau La Visitation fut exposé d'abord dans la deuxième église, construite en 1699, puis dans la troisième, construite en 1808. Lorsqu'il a été chargé de la décoration de l'église actuelle, François-Édouard Meloche a placé (ou replacé) l'œuvre en évidence au-dessus du maître-autel.

## Sources principales
- Claude Durand, Les tableaux anciens de l'église Notre-Dame-de-la-Visitation de Champlain, chez l'auteur, 1996,  (ISBN 2-9804092-1-9)
- Église de Champlain, site officiel